# Vejen hjem
Pour plus de détails, voir Fiche technique et Distribution.
Vejen hjem est un thriller danois écrit et co-réalisé par Charlotte Sieling et sorti en 2024.
Le film met en vedette Nikolaj Lie Kaas dans le rôle de Christian, dont le fils, Adam, s'est porté volontaire pour l'État islamique. Christian se rend ensuite en Syrie pour le retrouver et le ramener au Danemark.
Le film a remporté le prix Bodil du meilleur film danois en 2025, et Nagieb Khaja, Jesper Fink et Charlotte Sieling ont reçu celui du meilleur scénario.

## Synopsis
Christian, un père danois, découvre que son fils Adam s'est radicalisé et a rejoint l'État islamique. Dévasté mais déterminé, il entreprend un voyage clandestin en Syrie pour le retrouver et le ramener au Danemark. Confronté à la guerre, à la peur et à ses propres limites, Christian doit naviguer entre les dangers du territoire et les dilemmes moraux d'un monde fracturé.
Le film explore les thèmes de l'amour parental, du sacrifice, de la foi et du pardon.

## Fiche technique
Sauf indication contraire, les informations mentionnées dans cette section peuvent être confirmées par la base de données cinématographiques IMDb,  présente dans la section « Liens externes ».
- Titre original :  Vejen hjem
- Réalisation : Charlotte Sieling
- Scénario : Charlotte Sieling
- Photographie : Camilla Hjelm
- Montage : Sverrir Kristjánsson
- Musique : Goran Obad, Alex Vargas
- Production :
- Sociétés de production :
- Pays de production : Danemark
- Langue originale : danois
- Format : couleur
- Genre : Thriller
- Durée : 98 minutes
- Dates de sortie[3] :
  - Norvège : 20 août 2024 (Festival international norvégien du film de Haugesund)
  - États-Unis : 19 octobre 2024 (San Diego International Film Festival)
  - Danemark : 28 novembre 2024
  - Suède : 27 janvier 2025 (Festival international du film de Göteborg)

## Distribution
Sauf indication contraire, les informations mentionnées dans cette section peuvent être confirmées par la base de données cinématographiques IMDb,  présente dans la section « Liens externes ».
- Nikolaj Lie Kaas  :  Christian
- Albert Rudbeck Lindhardt (da)  :  son fils Adam
- Besir Zeciri (da)  :  Abou Amin
- Arian Kashef (da)  :  Abu Hassan
- Harki Bhambra : Bilal
- Tom Austen : Abu Talha

## Récompenses et distinctions
Sauf indication contraire, les informations mentionnées dans cette section peuvent être confirmées par la base de données cinématographiques IMDb,  présente dans la section « Liens externes ».

## Récompenses
- 2025 : Prix Bodil : 
  - meilleur film danois
  - meilleur scénario pour Charlotte Sieling, Jesper Fink et Nagieb Khaja
- 2025 : Prix Robert : 
  - du meilleur sound design pour Rune Palving
  - prix du public pour Vejen hjem

## Nominations
- 2025 : Prix Robert :  
  - du meilleur film pour Charlotte Sieling, Signe Leick Jensen, Morten Kaufmann
  - du meilleur réalisateur pour Charlotte Sieling
  - du meilleur acteur pour Nikolaj Lie Kaas
  - du meilleur acteur dans un second rôle pour Albert Rudbeck Lindhardt et Arian Kashef
  - du meilleur scénario original pour Charlotte Sieling, Jesper Fink, Nagieb Khaja
  - de la meilleure musique pour Alex Vargas, Goran Obad
  - de la meilleure chanson originale pour Alex Vargas pour Too Strange for the Air
  - du meilleur montage pour Sverrir Kristjánsson
  - des meilleurs effets spéciaux pour Peter Hjorth

- « Vejen hjem » ((en) récompenses), sur l'Internet Movie Database (consulté le 12 août 2025)